# 白鸛猶太會堂

白鸛猶太會堂

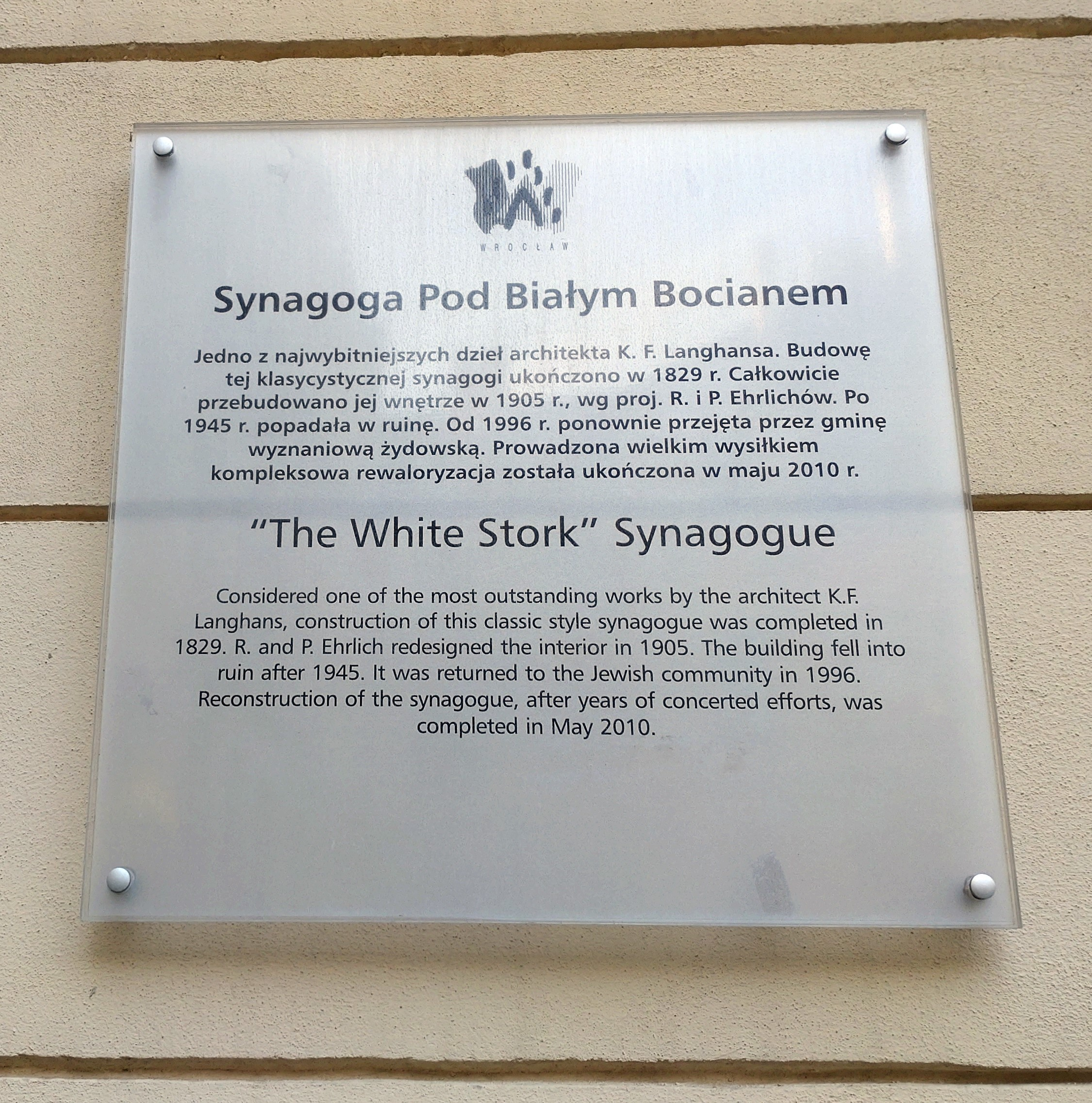
介紹牌

白鸛猶太會堂（White Stork Synagogue）是波蘭城市弗羅茨瓦夫的一座猶太會堂，修建於19世紀。在經過了長達10年的翻新之後，白鸛猶太會堂在2010年重新開放。這座猶太會堂也是弗羅茨瓦夫唯一一座在猶太人大屠殺中倖存的猶太會堂。

## 外部連結
- Photo galleries of the synagogue and recent restoration

51°06′29″N 17°01′29″E / 51.10806°N 17.02472°E